# Julius Morman
Julius Morman, také Mohrmann, (16. dubna 1877 Praha – 13. dubna 1942 Praha) byl český hudební skladatel, kapelník a spisovatel.

## Život
Studoval na Pražské konzervatoři a soukromě u Zdeňka Fibicha. Řídil dětskou kapelu, se kterou úspěšně vystupoval na Českoslovanské národopisné výstavě v roce 1885.
Od roku 1900 působil jako vojenský kapelník v Srbsku. V Srbsku napsal i několik divadelních her. V roce 1905 se stal instruktorem vojenských kapel v Turecku. Od roku 1916 tam také vyučoval hudbu. Zkomponoval tzv. Mladotureckou hymnu, za kterou byl odměněn tureckým řádem.
Po vzniku Československé republiky se vrátil do vlasti a vyučoval hudbu v Praze a působil jako kapelník Svazu československých tamburašů.
Zemřel 13. dubna 1942 v Praze. Je pochován na evangelickém hřbitově ve Strašnicích.

## Dílo

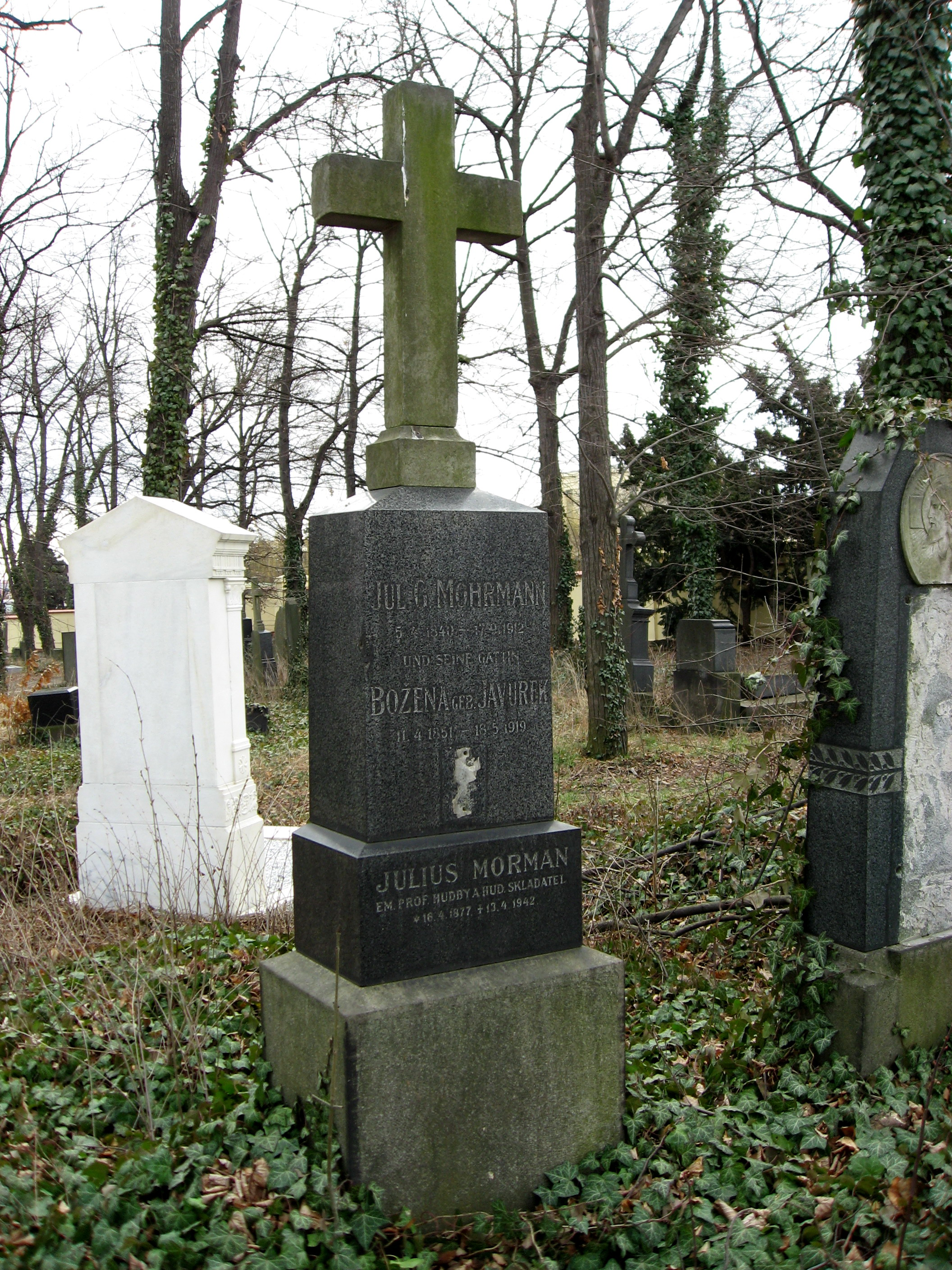
Hrob Julia Mormana na evangelickém hřbitově ve Strašnicích

Složil více než 300 skladeb pro klavír, housle i orchestrálních skladeb. Komponoval tance, pochody, písně, sbory i tamburašské skladby. Napsal i několik operet. Mezi jinými:
- V té staré chýši jedlové (text Lev Václav Pohl, Tylovo divadlo, 1908)
- Nelly (1929)
- Paní Anna z Ovocného trhu (text Lev Václav Pohl, 1931)
- Monsieur Bonjour (1932)

Divadelní hry
- Ustarak na dachyli
- Hajduk Stanko
- Macedonští ustaši